# Ipidia binotata
Ipidia binotata – gatunek chrząszcza z rodziny łyszczynkowatych i podrodziny Nitidulinae.

## Taksonomia
Gatunek ten opisany został w 1875 roku przez Edmunda Reittera.

## Morfologia
Chrząszcz o ciele w zarysie podługowato-owalnym z niemal równoległymi bokami, całkowicie nagim, osiągający od 4 do 5,5 mm długości. Ubarwienie ma błyszcząco czarne z rdzawoczerwonymi czułkami, stopami i dwoma parami plam na pokrywach. Przedplecze ma krawędzie przednią i tylną delikatnie obrzeżone, boczne krawędzie obrzeżone wałeczkowato, a powierzchnię z punktami dwóch różnych rozmiarów. Pokrywy mają wyraźnie widoczne żeberko za guzem barkowym i słabo uwypuklone międzyrzędy drugi i czwarty. W rzędach leżą podługowate, regularnie rozmieszczone punkty duże, a między nimi jeszcze punkty drobne. Przedpiersie ma wyrostek międzybiodrowy u wierzchołka rozszerzony. Odnóża środkowej pary u samca cechują się rozszerzonymi wierzchołkami goleni.

## Ekologia i występowanie
Owad saproksyliczny, rozmieszczony od nizin po góry. Zasiedla lasy iglaste i mieszane. Bytuje pod korą drzew szpilkowych, gdzie poluje na larwy owadów. Postacie dorosłe odwiedzają także kwiaty niektórych roślin, np. parzydła leśnego.
Gatunek palearktyczny. W Europie znany jest z Portugalii, Hiszpanii, Francji, Belgii, Holandii, Niemiec, Szwajcarii, Austrii, Włoch, Szwecji, Norwegii, Finlandii, Estonii, Łotwy Litwy, Polski, Czech, Słowacji, Węgier, Białorusi, Ukrainy, Mołdawii, Rumunii, Bułgarii, Słowenii, Chorwacji, Bośni i Hercegowiny, Czarnogóry, Serbii, Albanii, Macedonii Północnej, Grecji oraz europejskich części Rosji i Turcji. Ponadto podawany z Zakaukazia.
W Polsce jest spotykany rzadko, podawany z nielicznych, rozproszonych stanowisk. Na „Czerwonej liście gatunków zagrożonych Republiki Czeskiej” umieszczony jest jako gatunek bliski zagrożenia wymarciem (NT).